# Революционный гражданский союз (Коста-Рика)
Революционный гражданский союз (исп. Unión Cívica Revolucionaria) — вооруженная военизированная группировка, позже ультраправая политическая партия в Коста-Рике. Партию возглавлял политик Франк Маршалл Хименес, признанный антикоммунистом и антикальдеронистом, который стал членом Законодательного собрания.

## История
Франк Маршалл Хименес был сыном американского горнодобывающего бизнесмена, погибшего от рук сандинистских партизан в Никарагуа. Его отчим, Рикардо Штайнворт, немец по происхождению, отправил его жить в Германию, где Маршалл получил образование в 1930-х годах во времена Третьего рейха и даже состоял в Гитлерюгенде, но вернулся в Коста-Рику после начала Второй мировой войны. Правительство Кальдерона Гуардии объявило войну нацистской Германии и отправило всех граждан Коста-Рики и жителей немецкого, итальянского и японского происхождения в концентрационный лагерь, расположенный напротив Центрального рынка на Авенида Сан-Мартин в Сан-Хосе, а их имущество конфисковало. Отчима Маршалла депортировали в США, хотя позже он был освобождён. С тех пор Маршалл стал яростным противником правительства Кальдерона Гуардии и его союзников-коммунистов, с которыми он сражался вместе с каудильо повстанцев Хосе Фигересом во время гражданской войны в Коста-Рике 1948 года. Фракция повстанцев победила и Кальдерон вместе с другими побеждёнными политическими лидерами, включая генерального секретаря Коммунистической партии Коста-Рики Мануэля Мора Вальверде, бежали в изгнание. Позже, в 1955 году, одобренная Никарагуа попытка вторжения сил кальдеронистов также была отражена, и Маршалл помог тогдашнему конституционному правительству Фигереса силами Революционного гражданского союза.
Группа была преобразована в политическую партию 17 января 1957 года, признанную Верховным избирательным трибуналом Коста-Рики, и получила места на двух выборах: всеобщих выборах 1958 года и 1966 года. На всеобщих выборах в Коста-Рике 1962 года партия не баллотировалась, чтобы избежать разделения голосов против кальдеронистов, поскольку Рафаэль Анхель Кальдерон Гуардиа (который ранее вернулся в страну после всеобщей амнистии благодаря президенту Марио Эчанди) баллотировался на пост президента. Союз распался 22 сентября 1968 года.